# 森本典子
森本 典子（もりもと のりこ）は日本の声楽家、ソプラノ歌手。愛知県出身。

## 経歴
母親がクラシック音楽を学んでいたため、子供の頃からレッスンを受ける。愛知県立明和高等学校音楽科卒業後、東京芸術大学音楽学部声楽科へ進んだ。大学卒業後は実家に戻るが、誘われて1995年にオペラ『魔笛』のパミーナ役でデビュー。1996年、イタリアの国際オペラ講習会に参加し、ディプロマを取得した。
帰国後はオペラやクラシックコンサートのソプラノ歌手として、主に名古屋市を中心に活動。2005年5月13日、名古屋市の電気文化会館ザ･コンサートホールで初めてソロのソプラノリサイタルを開いた。以後、名古屋市を中心としてソロソプラノコンサートや共演によるクラシックコンサート、セントラル愛知交響楽団の公演におけるソプラノ歌手としての出演などの活動を行う。その透き通った声から、コンサートタイトルに「癒しのソプラノ」と付けられることもある
コンサート活動の他に、歌を交えたクラシックの講演も行っている。
2010年現在、母校の明和高等学校音楽科で非常勤講師を務めるとともに、金城学院大学でも非常勤講師を務めている。他に名古屋合唱団のヴォイス・トレーナー、栄ミナミ男声合唱団の指導も行っている。

## オペラ出演
- 名古屋二期会オペラ定期公演『魔笛』パミーナ役、1999年9月18日-19日、愛知県芸術劇場大ホール
- 名古屋市文化振興事業団企画『メリー・ウィドウ』ヴァランシェンヌ役、2000年1月30日-2月6日、名古屋市芸術創造センター
- 名古屋二期会オペラ定期公演『コシ・ファン・トゥッテ』役不明、2000年11月3日及び5日、名古屋市芸術創造センター